# Aristolochia curtisii
Aristolochia curtisii är en piprankeväxtart som beskrevs av George King. Aristolochia curtisii ingår i släktet piprankor, och familjen piprankeväxter. Inga underarter finns listade i Catalogue of Life.